# آلبرتو کورامینی
آلبرتو کورامینی (انگلیسی: Alberto Coramini; ۲ اوت ۱۹۴۴ – ۱۷ فوریهٔ ۲۰۱۵) بازیکن فوتبال اهل ایتالیا بود.
از باشگاه‌هایی که در آن بازی کرده‌است می‌توان به باشگاه فوتبال پادوا، باشگاه فوتبال یوونتوس، و باشگاه فوتبال پیزا اشاره کرد.